# Institut français du Proche-Orient

Logo des Instituts

Das Institut français du Proche-Orient (IFPO; „Französisches Institut für den Nahen Osten“) ist ein französisches Forschungsinstitut mit Niederlassungen in Damaskus (Syrien), Beirut (Libanon) und Amman (Jordanien). Es ist dem Ministère de l’Europe et des Affaires étrangères und dem Centre national de la recherche scientifique unterstellt.

## Geschichte
Das Institut ging am 1. Januar 2003 aus der Fusion dreier Institute hervor:
- des Institut français d’études arabes de Damas (IFEAD, gegründet 1922)
- des Institut français d’archéologie du Proche-Orient (IFAPO, gegründet 1946)
- des Centre d’études et de recherches sur le Moyen-Orient contemporain (CERMOC, gegründet 1977)

## Publikationen
Das Institut français du Proche-Orient gibt die Publications de l’Institut français du Proche-Orient heraus, die bei den Presses de l’Ifpo erscheinen, ebenfalls das Bulletin d'études orientales (al-Maʿhad al-Firansī li-š-Šarq al-Ausaṭ) (Institut Français, Damaskus, 1931–, anfangs: Le Caire) und die Bibliothèque archéologique et historique (BAH) (Beyrouth: IFPO, 1921–, anfangs: Paris: Geuthner, früher: Beyrouth: IFAPO, 1.1921–). Zudem erscheint die Fachzeitschrift Syria bei dem Institut.